# Juan Navarro (trinitario)
Juan Navarro (Toledo?, antes de 1274 - 21 de abril de 1290) fue un sacerdote católico español, religioso trinitario y redentor de cautivos.

## Biografía
Juan Navarro nació a mediados del siglo XIII en la provincia de Toledo (Reino de Castilla). Ingresó a la Orden de la Santísima Trinidad, donde estudió teología y fue ordenado sacerdote. Fue destinado a Portugal, donde en 1274, lo encontramos ministro del convento de Santarém. Recibió el favor de la familia real, especialmente de Esteban Eanes, pariente del rey Alfonso III de Portugal, quien donó a los trinitarios los pueblos de Alvito y Villanova con sus términos, en la diócesis de Évora, para fundar un hospital y recoger limosnas para la redención de cautivos y sustento de los frailes. Se preocupó por la redención de cautivos y para tal fin, obtuvo el apoyo de los obispo de Oporto y Granada. Hizo una redención en esta última ciudad.